# Heracles Almelo 2013-2014
Questa voce raccoglie le informazioni riguardanti l'Heracles Almelo nelle competizioni ufficiali della stagione 2013-2014.

## Stagione
Nella stagione 2013-2014 l'Heracles Almelo ha disputato l'Eredivisie, massima serie del campionato olandese di calcio, terminando la stagione al quattordicesimo posto con 37 punti conquistati in 34 giornate, frutto di 10 vittorie, 7 pareggi e 17 sconfitte. Nella KNVB beker l'Heracles Almelo è sceso in campo dal secondo turno, raggiungendo gli ottavi di finale dove è stato eliminato dal Feyenoord dopo i tiri di rigore.

## Rosa
| N. |                        | Ruolo | Calciatore           |
| -- | ---------------------- | ----- | -------------------- |
| 1  | Paesi Bassi (bandiera) | P     | Dennis Telgenkamp    |
| 2  | Paesi Bassi (bandiera) | D     | Milano Koenders      |
| 3  | Paesi Bassi (bandiera) | D     | Bart Schenkeveld     |
| 4  | Paesi Bassi (bandiera) | D     | Jeroen Veldmate      |
| 5  | Germania (bandiera)    | D     | Christian Dorda      |
| 6  | Croazia (bandiera)     | C     | Dario Vujičević      |
| 7  | Paesi Bassi (bandiera) | A     | Mikhail Rosheuvel    |
| 8  | Paesi Bassi (bandiera) | C     | Lerin Duarte         |
| 8  | Marocco (bandiera)     | C     | Iliass Bel Hassani   |
| 9  | Ghana (bandiera)       | A     | Matthew Amoah        |
| 10 | Paesi Bassi (bandiera) | C     | Thomas Bruns         |
| 11 | Paesi Bassi (bandiera) | C     | Bryan Linssen        |
| 12 | Finlandia (bandiera)   | A     | Aleksei Kangaskolkka |
| 13 | Germania (bandiera)    | D     | Dragan Paljić        |
| 14 | Paesi Bassi (bandiera) | D     | Ben Rienstra         |
| 15 | Rep. Ceca (bandiera)   | A     | Jaroslav Navrátil    |

| N. |                        | Ruolo | Calciatore           |
| -- | ---------------------- | ----- | -------------------- |
| 17 | Ghana (bandiera)       | C     | Kwame Quansah        |
| 18 | Belgio (bandiera)      | A     | Matthias Schamp      |
| 18 | Germania (bandiera)    | A     | Mark Uth             |
| 19 | Marocco (bandiera)     | A     | Oussama Tannane      |
| 20 | Paesi Bassi (bandiera) | A     | Edwin Gyasi          |
| 21 | Germania (bandiera)    | C     | Simon Cziommer       |
| 22 | Paesi Bassi (bandiera) | P     | Remko Pasveer (cap.) |
| 24 | Paesi Bassi (bandiera) | D     | Jens Jurn Streutker  |
| 25 | Paesi Bassi (bandiera) | P     | Renze Fij            |
| 26 | Paesi Bassi (bandiera) | P     | Michael Brouwer      |
| 29 | Australia (bandiera)   | D     | Jason Davidson       |
| 30 | Paesi Bassi (bandiera) | D     | Leon van Dijk        |
| 31 | Paesi Bassi (bandiera) | C     | Daan Rienstra        |
| 32 | Paesi Bassi (bandiera) | D     | Mike te Wierik       |
| 33 | Paesi Bassi (bandiera) | C     | Joey Belterman       |
| 35 | Paesi Bassi (bandiera) | A     | Berry Powel          |

## Risultati

### Eredivisie

#### Girone di andata
| 4 agosto 2013, ore 14:30 1ª giornata | Vitesse | 3 – 1 | Heracles Almelo |  |

| 10 agosto 2013, ore 18:45 2ª giornata | Heracles Almelo | 1 – 3 | PEC Zwolle |  |

| 18 agosto 2013, ore 14:30 3ª giornata | Heerenveen | 2 – 4 | Heracles Almelo |  |

| 24 agosto 2013, ore 19:45 4ª giornata | Heracles Almelo | 1 – 1 | PSV |  |

| 31 agosto 2013, ore 19:45 5ª giornata | Heracles Almelo | 1 – 0 | ADO Den Haag |  |

| 14 settembre 2013, ore 19:45 6ª giornata | Cambuur | 2 – 0 | Heracles Almelo |  |

| 21 settembre 2013, ore 18:45 7ª giornata | Heracles Almelo | 0 – 3 | Twente |  |

| 28 settembre 2013, ore 18:45 8ª giornata | RKC Waalwijk | 1 – 4 | Heracles Almelo |  |

| 5 ottobre 2013, ore 20:45 9ª giornata | NAC Breda | 2 – 1 | Heracles Almelo |  |

| 20 ottobre 2013, ore 12:30 10ª giornata | Heracles Almelo | 1 – 1 | N.E.C. |  |

| 27 ottobre 2013, ore 14:30 11ª giornata | Feyenoord | 1 – 2 | Heracles Almelo |  |

| 4 dicembre 2013, ore 20:45 12ª giornata | Go Ahead Eagles | 1 – 1 | Heracles Almelo |  |

| 9 novembre 2013, ore 19:45 13ª giornata | Heracles Almelo | 0 – 3 | Groningen |  |

| 23 novembre 2013, ore 20:45 14ª giornata | Ajax | 3 – 0 | Heracles Almelo |  |

| 30 novembre 2013, ore 20:45 15ª giornata | Heracles Almelo | 1 – 2 | Utrecht |  |

| 8 dicembre 2013, ore 16:30 16ª giornata | Roda JC | 1 – 3 | Heracles Almelo |  |

| 15 dicembre 2013, ore 14:30 17ª giornata | Heracles Almelo | 2 – 0 | AZ Alkmaar |  |

#### Girone di ritorno
| 21 dicembre 2013, ore 19:45 18ª giornata | Heracles Almelo | 2 – 2 | Vitesse |  |

| 17 gennaio 2014, ore 20:00 19ª giornata | Twente | 3 – 1 | Heracles Almelo |  |

| 24 gennaio 2014, ore 20:00 20ª giornata | Heracles Almelo | 2 – 1 | RKC Waalwijk |  |

| 1 febbraio 2014, ore 19:45 21ª giornata | Heracles Almelo | 1 – 2 | NAC Breda |  |

| 4 febbraio 2014, ore 19:45 22ª giornata | ADO Den Haag | 0 – 3 | Heracles Almelo |  |

| 9 febbraio 2014, ore 12:30 23ª giornata | Heracles Almelo | 1 – 1 | Cambuur |  |

| 14 febbraio 2014, ore 20:00 24ª giornata | PSV | 2 – 1 | Heracles Almelo |  |

| 22 febbraio 2014, ore 19:45 25ª giornata | PEC Zwolle | 1 – 1 | Heracles Almelo |  |

| 28 febbraio 2014, ore 20:00 26ª giornata | Heracles Almelo | 1 – 2 | Heerenveen |  |

| 8 marzo 2014, ore 18:45 27ª giornata | AZ Alkmaar | 4 – 0 | Heracles Almelo |  |

| 15 marzo 2014, ore 19:45 28ª giornata | Heracles Almelo | 2 – 1 | Roda JC |  |

| 2 aprile 2014, ore 18:45 29ª giornata | Heracles Almelo | 1 – 2 | Feyenoord |  |

| 29 marzo 2014, ore 19:45 30ª giornata | N.E.C. | 1 – 2 | Heracles Almelo |  |

| 5 aprile 2014, ore 20:45 31ª giornata | Heracles Almelo | 1 – 2 | Go Ahead Eagles |  |

| 13 aprile 2014, ore 14:30 32ª giornata | Utrecht | 2 – 1 | Heracles Almelo |  |

| 27 aprile 2014, ore 14:30 33ª giornata | Heracles Almelo | 1 – 1 | Ajax |  |

| 3 maggio 2014, ore 18:45 34ª giornata | Groningen | 3 – 1 | Heracles Almelo |  |

## Statistiche

### Statistiche di squadra
| Competizione | Punti | In casa | In casa | In casa | In casa | In casa | In casa | In trasferta | In trasferta | In trasferta | In trasferta | In trasferta | In trasferta | Totale | Totale | Totale | Totale | Totale | Totale | DR  |
| Competizione | Punti | G       | V       | N       | P       | Gf      | Gs      | G            | V            | N            | P            | Gf           | Gs           | G      | V      | N      | P      | Gf     | Gs     | DR  |
| ------------ | ----- | ------- | ------- | ------- | ------- | ------- | ------- | ------------ | ------------ | ------------ | ------------ | ------------ | ------------ | ------ | ------ | ------ | ------ | ------ | ------ | --- |
| Eredivisie   | 37    | 17      | 4       | 5       | 8       | 19      | 27      | 17           | 6            | 2            | 9            | 26           | 32           | 34     | 10     | 7      | 17     | 45     | 59     | -14 |
| KNVB beker   | -     | 1       | 0       | 1       | 0       | 1       | 1       | 2            | 2            | 0            | 0            | 6            | 2            | 3      | 2      | 1      | 0      | 7      | 3      | +4  |
| Totale       | -     | 18      | 4       | 6       | 8       | 20      | 28      | 19           | 8            | 2            | 9            | 32           | 34           | 37     | 12     | 8      | 17     | 52     | 62     | -10 |